# ترفومل
ترفومل (به فرانسوی: Tréfumel) یک کمون در فرانسه است که در Évran واقع شده‌است.

## خصوصیات
ترفومل ۵٫۸۱ کیلومترمربع مساحت و ۲۵۶ نفر جمعیت دارد.